# جيف شارلت
جيف شارلت (1942-1969)م، هو مُحارب سابق في حرب فيتنام، وكان قائد حركة مُقاومة القتال في حرب فيتنام ورئيس التحرير المُؤسّس لفيتنام جي آي. كتب ديفيد كورترايت المُؤرّخ البارز في حركة فيتنام جي آي الاحتجاجية، «ظهرت فيتنام جي آي، الجريدة القديمة الأكثر تأثيرًا، في نهاية عام 1967م، ووُزّعت على عشرات الآلاف من الجنود الأمريكيين، كان الكثير منهم في فيتنام، وأُغلقت بعد وفاة المؤسس جيف شارلت في 1969م».

## سيرته

### النشأة
وُلد شارلت وترعرع في غلينز فولز بولاية نيويورك، وهي بلدة صغيرة على تلال جبال آديرونداك، وانتقل لاحقًا إلى مدينة ألباني عاصمة الولاية، وفي 1960م تخرج في أكاديمية ألباني، وهي أكاديمية عسكرية خاصة.

### التدريب العسكري والتعيين: الفلبين
بعد ضجره في العام الأول في الجامعة، انسحب شارلت وقرر تأدية الواجب العسكري. بدلًا من التجنيد لمدة ثلاث سنوات في جهاز استخبارات الاتصالات التابع لوكالة أمن جيش الولايات المتحدة، وُعد بالتدريب لمدة سنة على اللغة السلافية ثم النقل إلى أوروبا.
ولكن في أثناء وجوده في مدرسة الجيش للغات، أُلحق بدورة اللغة الفيتنامية. قضى هو وزملاؤه ست ساعات يوميًا في الفصل لمدة زادت عن 11 شهرًا. في بداية عام 1963، أُرسل شارلت إلى قاعدة كلارك الجوية في الفلبين حيث أُلحق بوكالة أمن الجيش التاسعة في محطة ستوتسينبيرج الميدانية فعمل مترجمًا فوريًا للغة الفيتنامية. بتصريح أمني شديد السرية، راقب هو وزملاؤه من اللغويين الاتصالات اللاسلكية للجيش الشعبي الفيتنامي.

## تكليف فيتنام
في نهاية أغسطس 1963، حُلّق بشارلت ومعه فريق صغير من اللغويين إلى سايجون في إشعار عاجل وانتقلوا إلى الوحدة الثالثة لأبحاث اللاسلكي التابعة لوكالة أمن الجيش، محطة ديفيس، وقد سُميت باسم أول جندي أمريكي يُقتل في القتال الدائر في حرب فيتنام، في قاعدة تان سون ناهت الجوية خارج العاصمة. حدث النقل في نفس وقت الانقلاب السري المدعوم من الولايات المتحدة، بقيادة جنرالات جنوب فيتنام ضد نظام نغو دينه ديم.
أُرسل شارلت مع سبعة آخرين من محطة ديفيس إلى فو لام، وهي محطة إشارات أمريكية، حيث عملوا في ركن معزول في القاعدة بعيدًا عن أفراد الإشارة في الجيش. أٌرسلت حصيلة كل يوم عن طريق عربة جيب مدججة بالسلاح إلى قاعدة تان سون ناهت حيث أُرسلت جوًا من هناك إلى واشنطن العاصمة للتحليل في وكالة الأمن القومي.
قبل فترة قصيرة من انقلاب الأول من نوفمبر الذي أطاح بديم، سُحب شارلت والفريق الخاص وتلقوا أوامر بالعودة إلى قاعدة كلارك الجوية في الفلبين. وقتئذ، عند عودته إلى أسرته، بدأت تساوره الشكوك بشأن مهمة الولايات المتحدة في فيتنام.
بعد عدة أشهر، أُرسل شارلت مرة أخرى إلى فيتنام، تلك المرة في عشية انقلاب جنوب فيتنام في 1964 الذي قاده الجنرال نغوين خان ضد المجلس العسكري في 30 يناير. بعد النجاح السريع للانقلاب، أُعيد تعيين شارلت في شمال فو باي، وهي قاعدة تابعة لوكالة أمن الجيش تقع أدنى حدود عام 1954 بين شمال فيتنام وجنوبها، وهي المنطقة منزوعة السلاح (DMZ).
التحق هناك بالمجموعة جي، وهي أحد أفرع وحدة الأبحاث اللاسلكية الثالثة تقدم دعم الاتصالات لعمليات المغاوير في شمال فيتنام. انتُدب شارلت أيضًا إلى وحدة استخبارات بحرية قريبة في دورية استطلاع بعيدة المدى. في الوقت الذي أنهى فيه جولته في فيتنام في نهاية مايو 1964، كان شارلت قد شاهد ما يكفي من الفساد السياسي وعدم الكفاءة العسكرية في الجيش الجمهوري الفيتنامي (ARVN)، الذي صوحِب عادةً بالتقارير المتفائلة والمبالغ فيها من المستشارين العسكريين الأمريكيين، ليخيب أمله تمامًا من التورط الأمريكي في ما اعتُبر حربًا أهلية داخل فيتنام.

## وصلات خارجية
- أراشيف مقاومة القتال في حرب فيتنام (بالإنجليزية)
- أراشيف حرب فيتنام (بالإنجليزية)
- مشروع حرب فيتنام على الإنترنت (بالإنجليزية)
- جيف شارلت - موقع حركة مقاومة القتال في حرب فيتنام (بالإنجليزية)
- لمحة عن جيف شارلت (بالإنجليزية)
- جائزة جيف شارلت التذكارية - جامعة آيوا (بالإنجليزية)